# ペイジ・オハラ

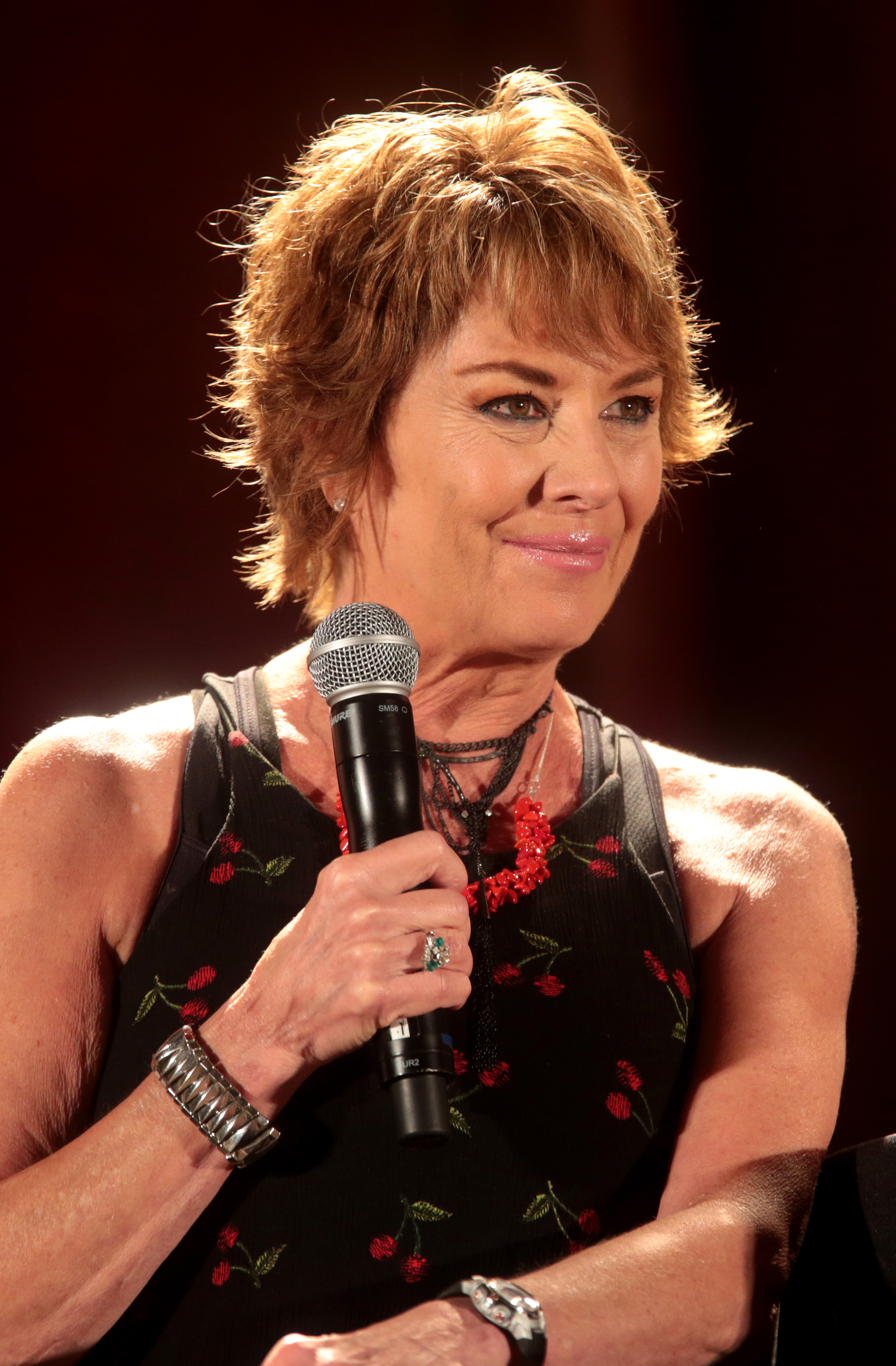
ペイジ・オハラ

ペイジ・オハラ（Paige O'Hara 1956年5月10日-）は、アメリカ合衆国の女優、歌手、画家である。
長編アニメーション映画『美女と野獣』で主役のベルを演じる。
続編のホームビデオ等でもベル役を続投したが、のちに声質と歌唱力の劣化が目に余るとの理由で降板し、家庭用ゲーム『Kinect: ディズニーランド・アドベンチャーズ』以降は同役をジュリー・ネイサンソンに譲ったが、シュガー・ラッシュ:オンラインにて再びベル役を演じている。

## 人物
フォートローダーデール出身。
ジュディ・ガーランドに憧れている。